# Crambus ovidius
Crambus ovidius là một loài bướm đêm trong họ Crambidae.